# Богуш, Матеуш
Мате́уш Пётр Бо́гуш (пол. Mateusz Piotr Bogusz; 22 августа 2001, Руда-Слёнска) — польский футболист, полузащитник клуба «Крус Асуль» и сборной Польши.

## Клубная карьера
Родился 22 августа 2001 года в городе Руда-Слёнска. Воспитанник футбольной школы клуба «Рух» (Хожув). Взрослую футбольную карьеру начал в 2017 году в основной команде того же клуба, в которой провел полтора сезона, приняв участие в 32 матчах чемпионата.
29 января 2019 года перешёл в клуб английского Чемпионшипа «Лидс Юнайтед», подписав контракт на 2,5 года.

## Карьера в сборной
В 2017 году дебютировал в составе юношеской сборной Польши, принял участие в 9 играх на юношеском уровне, отличившись одним забитым голом.
В 2019 году в составе молодёжной сборной Польши поехал на домашний молодёжный чемпионат мира. На турнире сыграл в одном матче, а команда вылетела в стадии 1/8 финала.